# Sommer-Paralympics 2012/Teilnehmer (Litauen)
| stlisierte Goldmedaille | stlisierte Silbermedaille | stlisierte Bronzemedaille |
| ----------------------- | ------------------------- | ------------------------- |
| —                       | —                         | —                         |

Litauen entsendete zu den Paralympischen Sommerspielen 2012 in London eine aus elf Sportlern bestehende Mannschaft.

## Teilnehmer nach Sportart

### Goalball
Männer:
- Arvydas Juchna
- Saulius Leonavičius
- Nerijus Montvydas
- Mantas Panovas
- Genrik Pavliukianec
- Marius Zibolis

### Leichtathletik
Frauen
- Ramunė Adomaitienė
- Irena Perminienė

Männer
- Mindaugas Bilius
- Rolandas Urbonas

### Schwimmen
Männer:
- Kęstutis Linkus